# En Afrique occidentale
En Afrique occidentale è un cortometraggio muto del 1907 diretto da Léo Lefebvre.

## Produzione
Il film fu prodotto dalla Pathé Frères.

## Distribuzione
Distribuito dalla Pathé Frères, il film - un cortometraggio di 145 metri - uscì nelle sale francesi nel 1907. La Pathé lo distribuì anche negli Stati Uniti, dove venne importato e presentato il 19 ottobre 1907 con il titolo inglese West Africa.